# Sergio Hernández Albrecht
Sergio Fernando Hernández Albrecht (Arica, 27 de abril de 1945) es un actor chileno, de larga trayectoria teatral, cinematográfica y televisiva.

## Biografía

### Primeros años
En 1967 ingresó a estudiar a la Escuela de Teatro de la Universidad de Chile. Un año más tarde participó en Fulgor y muerte de Joaquín Murieta, de Pablo Neruda.
En 1971 participó en la obra de teatro Todo en el Jardín. En 1973 fue conductor y presentador de Historia de un Barquito, una performance para niños que, según sus palabras, fue una creación colectiva realizada en Bellas Artes.
Entre 1978 y 1981 colaboró en la investigación y montaje de Pedro Urdemales.
En televisión participó como actor de teleteatros. Además fue productor del departamento de Programas Culturales del Canal 9 de la Universidad de Chile.
Residió en Europa desde diciembre de 1973 donde fue miembro de "Gardzienice", grupo relevante del Movimiento de Antropología Teatral desarrollado por el teatro Laboratorio Polaco, dirigido en ese entonces por Jerzy Grotowski. Todo esto hasta abril de 1986, año en que volvió a Chile.
En 1989 volvió nuevamente a Europa para retornar definitivamente a Chile en 1991.
Realizó trabajos de investigación, actuación, dirección y formación, en el este de Polonia, y luego en Francia, España, Italia y Yugoslavia.

### Trayectoria
En el cine ha participado en películas como La tierra prometida, Diálogos de exiliados, Los Trasplantados, Amelia López O’Neill, No tan lejos de Andrómeda, La frontera, Johnny cien pesos, B-Happy, Gloria, Negocio redondo, Chico, El año del tigre, Secretos, La noche de enfrente, Dawson. Isla 10, Sal, La sagrada familia y otras.
Durante tres años fue animador sociocultural en la Casa de la Cultura de Bayonne, en el País Vasco francés.
En teatro ha actuado en espectáculos y obras teatrales como Los socios, Patas de Perro, Dios ha muerto, Fedra, La Ley de la Selva, La última luna, La vecina de arriba, Filóctetes, Safe, Los que van quedando en el camino y El mar en la muralla.
De regreso a Chile participó en las telenovelas Semidiós, Villa Nápoli, La intrusa, Marrón Glacé, Matilde dedos verdes, El palo al gato, Oro verde, Iorana, La Fiera, Romané, Pampa Ilusión y El circo de las Montini, estas últimas pertenecientes a la Época de Oro de la telenovela chilena. Posteriormente aparecería en Vivir con 10, Corazón de María, Lola, Sin anestesia y La Doña, entre otras.
En 2018 recibió un homenaje por el Sindicato de Actores de Chile a su trayectoria.

## Filmografía
| Año  | Título                                    | Papel                   | Director                |
| ---- | ----------------------------------------- | ----------------------- | ----------------------- |
| 1972 | Estado de sitio                           | —                       | Costa Gavras            |
| 1973 | La tierra prometida                       | Piloto del avión rojo   | Miguel Littín           |
| 1975 | Le sauvage                                | —                       | Jean-Paul Rappeneau     |
| 1975 | Les transplanté                           | Ignacio                 | Percy Matas             |
| 1975 | Diálogos de exiliados                     | Fabio Luna              | Raúl Ruiz               |
| 1983 | El último grumete                         | Escobedo                | Jorge López             |
| 1989 | Todo por nada                             | —                       | Alfredo Lamadrid        |
| 1990 | Amelia Lópes O’Neill                      | Igor                    | Valeria Sarmiento       |
| 1990 | ¡Viva el novio!                           | Sergio                  | Gerardo Cáceres         |
| 1992 | La frontera                               | Delgado                 | Ricardo Larraín         |
| 1994 | Johnny cien pesos                         | Manuel Mena             | Gustavo Graef-Marino    |
| 1994 | Valparaíso                                | Sergio                  | Mariano Andrade         |
| 1997 | Doctour Chance                            | —                       | Frédéric-Jacques Ossang |
| 1997 | Takilleitor                               | José María              | Daniel de la Vega       |
| 1999 | Juan Fariña                               | Lorenzo                 | Marcelo Ferrari         |
| 1999 | La chica del Crillón                      | Manuel Iturrigorriaga   | Alberto Daiber          |
| 1999 | Tuve un sueño contigo                     | Parra                   | Gonzalo Justiniano      |
| 1999 | No tan lejos de andrómeda                 | Félix                   | Juan Vicente Araya      |
| 2000 | Mi famosa desconocida                     | Jesús Canales           | Edgardo Viereck         |
| 2001 | Chico                                     | Padre de Chico          | Ibolya Fekete           |
| 2001 | Un ladrón y su mujer                      | Fortunato García        | Rodrigo Sepúlveda       |
| 2001 | Negocio redondo                           | Negro Torres            | Ricardo Carrasco        |
| 2002 | Tres noches de un sábado                  | Sergio                  | Joaquín Eyzaguirre      |
| 2003 | B-Happy                                   | Franco                  | Gonzalo Justiniano      |
| 2006 | Rojo, la película                         | Aurelio Tristán         | Nicolás Acuña           |
| 2006 | La sagrada familia                        | Marco (Padre)           | Sebastián Lelio         |
| 2007 | Fiestapatria                              | Álvaro                  | Luis R. Vera            |
| 2007 | Rojo intenso                              | Olivares                | Javier Elorrieta        |
| 2008 | Oscuro Iluminado                          | Padre                   | Miguel Ángel Vidaurre   |
| 2008 | Secretos                                  | Atalibar Leal           | Valeria Sarmiento       |
| 2008 | Chile puede                               | Periodista              | Ricardo Larraín         |
| 2009 | Dawson. Isla 10                           | Jorge Sallay            | Miguel Littín           |
| 2009 | Teresa                                    | Vicente García-Huidobro | Tatiana Gaviola         |
| 2010 | El Inquisidor                             | Gobernador              | Joaquín Eyzaguirre      |
| 2010 | El baile de la Victoria                   | Charly                  | Fernando Trueba         |
| 2011 | Mejor no fumes                            | Señor Arancibia (voz)   | Daniel Peralta          |
| 2011 | El año del tigre                          | Campesino               | Sebastián Lelio         |
| 2012 | Carne de perro                            | Raúl                    | Fernando Guzzoni        |
| 2012 | La noche de enfrente                      | Celso Robles            | Raúl Ruiz               |
| 2012 | No                                        | Jefe del Ejército       | Pablo Larraín           |
| 2012 | Sal                                       | Viejo Vizcacha          | Diego Rougier           |
| 2013 | Tierra de sangre                          | Alcalde                 | James Katz              |
| 2013 | Gloria                                    | Rodolfo Fernández       | Sebastián Lelio         |
| 2014 | En la gama de los grises                  | Toto                    | Claudio Marcone         |
| 2014 | Vacaciones en familia                     | Miguel Arteaga          | Ricardo Carrasco        |
| 2014 | Generation Wolf                           | Juan Pablo del Toro     | Christian de la Cortina |
| 2015 | La memoria del agua                       | Pedro                   | Matias Bize             |
| 2015 | Chiamatemi Francesco                      | Papa Francisco          | Daniele Luchetti        |
| 2016 | Nunca vas a estar solo                    | Juan                    | Álex Anwandter          |
| 2017 | Y de pronto el amanecer                   | Miguel                  | Sylvio Caiozzi          |
| 2017 | Se busca novio para mi mujer              | José                    | Diego Rougier           |
| 2017 | Una mujer fantástica                      | Profesor de piano       | Sebastián Lelio         |
| 2017 | Crisis                                    | Sergio D'Leon           | Martín Pizarro          |
| 2018 | La mujer saliendo del mar                 | Enrique Traverso        | Pablo Rojas             |
| 2018 | El hombre del futuro                      | Jefe                    | Felipe Ríos             |
| 2019 | El tango del viudo y su espejo deformante | Viudo (voz)             | Raúl Ruiz               |
| 2020 | Tengo miedo torero                        | Rana                    | Rodrigo Sepúlveda       |

| Año  | Título                              | Papel        | Director             |
| ---- | ----------------------------------- | ------------ | -------------------- |
| 1995 | El último cierra la puerta          | —            | Marcela Catalán      |
| 2008 | Paula                               | Tío          | Consuelo Castillo    |
| 2009 | Qué será de Soto                    | —            | Nicolás Eyzaguirre   |
| 2009 | Destiempo                           | —            | Carolina Curti       |
| 2009 | El adiós del arlequín               | —            | Fernando Rivera      |
| 2011 | El hombre que estaba entre la gente | Román        | Manuel Loyola        |
| 2013 | Amnios                              | —            | Iván Santander       |
| 2013 | 50 rosas                            | Alberto      | María Eugenia Prieto |
| 2013 | El primer día del resto de mi vida  | Mario        | Marta Losa           |
| 2013 | Dile que quiero verlo               | Protagonista | Carlos Morelli       |
| 2020 | La amplitud modulada                | El viejo     | Nicolás Fernández    |
| 2020 | Una casa en la arena                | —            | Cristóbal García     |

## Televisión
| Año  | Título                  | Papel                          | Canal               |
| ---- | ----------------------- | ------------------------------ | ------------------- |
| 1988 | Semidiós                | Dr. Renato Urrutia             | Canal 13            |
| 1988 | Matilde dedos verdes    | Roberto Olea                   | Canal 13            |
| 1989 | La Intrusa              | Olegario Romo                  | Canal 13            |
| 1991 | Villa Nápoli            | Marcelo Álvarez                | Canal 13            |
| 1991 | Ellas por ellas         | Adán Pereira                   | Canal 13            |
| 1992 | El palo al gato         | Mario                          | Canal 13            |
| 1993 | Marrón glacé            | Hernán Meléndez                | Canal 13            |
| 1994 | Champaña                | Francisco Jurandir             | Canal 13            |
| 1997 | Oro verde               | Gustavo Baeza                  | Televisión Nacional |
| 1998 | Iorana                  | Mike Ahoa                      | Televisión Nacional |
| 1999 | La Fiera                | Narciso Barrientos             | Televisión Nacional |
| 1999 | Aquelarre               | Maximiliano Jara               | Televisión Nacional |
| 2000 | Romané                  | Stefan Dinamarca               | Televisión Nacional |
| 2001 | Pampa Ilusión           | Benito Valencia                | Televisión Nacional |
| 2002 | El circo de las Montini | Jonathan Paredes               | Televisión Nacional |
| 2006 | Cómplices               | Alfredo                        | Televisión Nacional |
| 2006 | Vivir con 10            | Narciso Solé / Dionisio Solé   | Chilevisión         |
| 2007 | Corazón de María        | Pablo Lamarca / Julio Cambiaso | Televisión Nacional |
| 2007 | Lola                    | Ronald Del Río                 | Canal 13            |
| 2009 | Sin anestesia           | Dr. Fernán Althusser           | Chilevisión         |
| 2011 | La Doña                 | Antonio Ximénez de Mendoza     | Chilevisión         |
| 2011 | Maldita                 | Bruno Vivanco                  | Mega                |
| 2018 | Si yo fuera rico        | Aquiles Zapata                 | Mega                |
| 2018 | La reina de Franklin    | Elías Garrido                  | Canal 13            |

| Año       | Título                                         | Papel                      | Canal               |
| --------- | ---------------------------------------------- | -------------------------- | ------------------- |
| 1996      | Vecinos puertas adentro                        | Abogado                    | Canal 13            |
| 1997      | Brigada Escorpión                              | Renato Armas               | Televisión Nacional |
| 1998      | Las historias de Sussi                         | Roberto                    | Televisión Nacional |
| 1998      | Sucupira, la comedia                           | Aparicio Gamero            | Televisión Nacional |
| 2001      | El día menos pensado                           | Alfredo Cortés             | Televisión Nacional |
| 2002      | Cuentos de mujeres                             | Padre de Matías            | Televisión Nacional |
| 2003      | La vida es una lotería                         | Director colegio           | Televisión Nacional |
| 2004      | Geografía del deseo                            | Félix                      | Televisión Nacional |
| 2006      | La huella de Beauchef                          | Jorge Beauchef             | Canal 13            |
| 2007      | Casado con hijos                               | Alberto Larraín            | Mega                |
| 2007      | Tres son multitud                              | —                          | Mega                |
| 2007      | Mujeres que matan                              | —                          | Chilevisión         |
| 2007      | Héroes                                         | Julio Zegers               | Canal 13            |
| 2007      | Herederos                                      | —                          | Televisión Nacional |
| 2007      | Hotel para dos                                 | José María Burgos          | Televisión Nacional |
| 2008      | Paz, una historia de pasión                    | Julián Almendros           | Televisión Nacional |
| 2009      | Mi bella genio                                 | Gitano                     | Televisión Nacional |
| 2010      | Cartas de mujer: Jacinta                       | Faustino Alcántara         | Chilevisión         |
| 2010      | Diario de mi residencia en Chile: María Graham | Alejandro Rodríguez        | Chilevisión         |
| 2010      | Adiós al séptimo de línea                      | Manuel Baquedano           | Mega                |
| 2011      | Cumpleaños                                     | Santiago Echaurren         | Televisión Nacional |
| 2011      | Prófugos                                       | Jaime Jara                 | HBO                 |
| 2012      | Vida por vida                                  | Héctor Montes              | Canal 13            |
| 2012-2013 | El reemplazante                                | Dionisio Valdivia          | Televisión Nacional |
| 2013      | Bim bam bum                                    | Alfredo Correa             | Televisión Nacional |
| 2013      | Maldito corazón: Crimen en Lo Vicuña           | Marcial Espínola           | Chilevisión         |
| 2013      | Infieles                                       | Donato                     | Chilevisión         |
| 2013      | En Terapia                                     | Sergio Aguirre             | 3TV                 |
| 2014      | La canción de tu vida                          | Genaro                     | Televisión Nacional |
| 2014      | Fabulosas flores                               | Ítalo / Jorge              | La Red              |
| 2015      | Bala loca                                      | Julio Murillo              | Chilevision         |
| 2016      | Llámame Francisco                              | Papa Francisco             | Netflix             |
| 2017      | 12 días que estremecieron a Chile              | Gerardo Joannon            | Chilevisión         |
| 2020      | El presidente                                  | Eugenio Figueredo          | Prime Video         |
| 2020      | Los Carcamales                                 | Juan Sánchez ''El Cuervo'' | Canal 13            |
| 2022      | Cromosoma 21                                   | Alberto Henríquez          | Canal 13            |

## Teatro
| Obras de teatro | Obras de teatro                        | Obras de teatro     | Obras de teatro                 | Obras de teatro                    |
| Año             | Obra                                   | Papel               | Director                        | Autor                              |
| --------------- | -------------------------------------- | ------------------- | ------------------------------- | ---------------------------------- |
| 1967-1969       | Fulgor y Muerte de Joaquín Murrieta    |                     | Pedro Orthous                   | Pablo Neruda                       |
| 1970            | Pedro Urdemales                        |                     | Alejandra Gutiérrez Jaime Silva |                                    |
| 1971            | Todo en el Jardín                      |                     | Claudio Di Girolamo             | Edward Albee                       |
| 1973            | Historia de un Barquito                |                     | Ilo Krugli                      |                                    |
| 1986            | Desde la Oscuridad: Llamada en un Acto |                     | Él mismo                        | Sergio Hernández Elzbieta Majewska |
| 1991            | Los Socios                             |                     | Alejandra Gutiérrez             |                                    |
| 1996            | La Ley de la Selva                     |                     | Abel Carrizo                    |                                    |
| 1996            | Una jornada muy particular             |                     |                                 | Ettore Scola                       |
| 1997            | La última luna                         |                     | Juan Pablo Donoso               |                                    |
| 1999            | Fedra                                  | Teseo               | Rodrigo Pérez Müffeler          | Jean Racine                        |
| 2000            | Patas de Perro                         |                     | Alfredo Castro                  | Carlos Droguett                    |
| 2008            | La vecina de arriba                    |                     | Rolando Valenzuela              | Pierre Chesnot                     |
| 2008            | Pánico escénico                        |                     | Heidrun Breier                  |                                    |
| 2008            | Filóctetes                             |                     | Heidrun Breier                  | Sófocles                           |
| 2009            | El olivo                               |                     | Luis Guenel                     | Teatro Niño Proletario             |
| 2009            | Safe                                   |                     | Isidora Stevenson               | Teatro La Nacional                 |
| 2010            | Los que van quedando en el camino      |                     | Guillermo Calderón              | Isidora Aguirre                    |
| 2011            | Edipo                                  |                     | Angelo Olivier                  | Elenco ciudadano                   |
| 2011            | Gladys                                 | Ander               | Elisa Zulueta                   | Elisa Zulueta                      |
| 2013            | El mar en la muralla                   | Octavio             | Antonio Campos                  | Luis Alberto Heiremans             |
| 2014            | Diálogo imaginario                     |                     | Heidrun Breier                  |                                    |
| 2014            | Master class                           | Aristóteles Onassis | Óscar Barney Finn               | Terrence McNally                   |
| 2017            | Tío Vania                              | Alexander           | Álvaro Viguera                  | Anton Chejov                       |
| 2022            | La vecina de arriba                    |                     | Él mismo                        | Pierre Chesnot                     |
| 2024            | Stalin                                 | Iósif Stalin        | Jesús Urqueta                   | Gastón Salvatore                   |

## Otros
- 1966 Formador y director del Taller de Teatro de ARDA (Agrupación Rehabilitadora de Alcohólicos) en Talca.

- 1966 Reportero en Radio Minería de Talca.
- 1967/1969 Formación de Grupos Teatrales en Poblaciones (Depto. De Extensión Universitaria de la U. de Chile)
- 1967/1970 Teleteatros de los Canales de Televisión en Santiago.
- 1970/1973 Productor en el Departamento de Programas Culturales del Canal 9 de la Universidad de Chile.
- 1999 Coconductor de “La guerra de los sexos” en Chilevisión con la periodista Tati Penna.
- 2000 Productor y músico en “Cancionero gitano” del grupo “Roma”.
- 2005 Secreta Presencia (videoclip) de Sebastián Lelio.
- 2008 Doblaje de la cinta “El último grumete de la Baquedano” de Jorge López..
- 2008 Radioteatro de “Radio agricultura”-
- 2010 Realización de un Radioteatro del Auto-sacramental “Comedia de moros y cristianos” en Isla Quenac, Chiloé.
- 2010 Telefilm de la serie “Maldito corazón”, emitido por TVN.
- 2011 Participación en 5 Radioteatros transmitidos en el país por Radio Bío Bío.
- 2013 Despertar tu Mente (videoclip) de Martín Pizarro.
- 2014 Videoclip musical para el grupo Los Jones.
- 2014 Participación en el Documental “Cuerpo Anima” de Tomás Wells, Viaje Animado por la Anatomía de un actor.

## Premios y nominaciones

### Premios Caleuche
| Año  | Categoría              | Obra                      | Resultado |
| 2018 | Mejor Actor de Soporte | "Una mujer fantástica"    | Nominado  |
| 2019 | Mejor Actor de Soporte | "Y de pronto el amanecer" | Nominado  |

### Premio Pedro Sienna
| Año  | Categoría              | Obra                     | Resultado |
| 2006 | Mejor actor de Reparto | "La sagrada familia"     | Ganador   |
| 2013 | Mejor actor            | "La noche de enfrente"   | Nominado  |
| 2017 | Mejor Actor            | "Nunca vas a estar solo" | Ganador   |

### Premio Altazor
| Año  | Categoría              | Obra                   | Resultado |
| 2007 | Mejor Actor de Reparto | “La sagrada familia”   | Nominado  |
| 2012 | Mejor actor de teatro  | “Gladys”               | Ganador   |
| 2013 | Mejor Actor            | “La noche de enfrente” | Nominado  |
| 2014 | Mejor actor            | “Gloria”               | Nominado  |

Premios y reconocimientos
2004
- Premio a la trayectoria, entregado por el Festival de Cine de Ovalle.

2005
- Premio a la Trayectoria como Actor de Cine, entregado por la Municipalidad de Talca en el 5.º Festival de Cine de la ciudad.

2007
- Premio Festival Internacional de Cine de Viña del Mar Mejor actor secundario en "La Sagrada Familia".

2013
- Premio a la Trayectoria cinematográfica en el DIVA Film Fest.

2014
- Reconocimiento a la Trayectoria en el Festival de Cine de Lebu (FICIL)

2016
- Homenaje y Reconocimiento a la Trayectoria otorgada por la Cámara de Diputados en el Congreso Nacional de Valparaíso.
- Premio a la Mejor Interpretación en Festival SANFIC por “Nunca vas a estar solo”, película ganadora del Premio del Público en SANFIC.

2018
- Reconocimiento a la Trayectoria en el Festival de Cine Chileno (Fecich)

Participación como jurado en festivales nacionales e internacionales
2010
- - * Jurado en el Festival de Iquique (FICIQQ)
  - * Festival de Cine de Rengo

2013
- - Jurado en Competencia Cine Chileno en la 9ª versión del SANFIC.

2014
- - Jurado en la selección para los Premios Fénix, México

2015
- Jurado en el Festival de Cine de Viña del Mar, FICVIÑA en Competencia Internacional
- Jurado en la selección para los Premios Fénix, México

2016
- Jurado para los Premios Fénix en México

2017
- Jurado para los Premios Fénix de México

2018
- Jurado en el Festival de Cine de La Habana en la categoría Largometraje Ficción
- Jurado en la selección de los Premios Fénix en la categoría Actuación Masculina, Femenina, Ensamblaje Actoral y Mejor Largometraje.